# Stockton Rush
Richard Stockton Rush III (31 maart 1962 - 18 juni 2023) was een Amerikaanse zakenman en ingenieur. Hij was de mede-oprichter en directeur van het bedrijf OceanGate, dat in 2023 wereldwijd in het nieuws kwam door de implosie van duikboot Titan. Rush was aan boord van de Titan op het moment dat deze implodeerde, en was daarmee een van de vijf slachtoffers van het ongeval.

## Opleiding
Rush behaalde in 1984 de Bachelor of Science graad in de ruimtevaarttechniek aan de Princeton-universiteit. In de zomers vloog hij tijdens zijn studie als eerste officier voor Overseas National Airways. In 1989 behaalde hij zijn MBA aan de Universiteit van Californië - Berkeley.

## Carrière
Na te zijn afgestudeerd van Princeton, werkte Rush kort als ingenieur voor testvluchten van de F15. Jarenlang droomde hij ervan om als toerist mee te gaan met een commerciële ruimtevlucht, maar in 2004 veranderde die droom nadat Richard Branson dat jaar het eerste commerciële vliegtuig in de ruimte kreeg. In een interview aan Smithsonian omschreef Rush dat als volgt: I didn't want to go up into space as a tourist. I wanted to be Captain Kirk on the Enterprise. I wanted to explore.

## OceanGate
In 2009 richtte Rush OceanGate op, samen met Guillermo Söhnlein. Söhnlein verliet het bedrijf in 2013, maar bleef wel aandeelhouder. OceanGate bood reizen aan met niet-autonoom opererende onderwatervaartuigen. OceanGate begon in 2021 met het aanbieden van reizen naar het scheepswrak van de Titanic.

## Titan-expeditie en overlijden
Rush was aan boord van de Titan-duikboot toen deze op 18 juni 2023, tijdens een duik naar de Titanic, het contact verloor met de MV Polar Prince, het schip van waaruit de Titan was vertrokken. Onder andere de Amerikaanse en de Canadese kustwacht zochten met schepen, vliegtuigen en sonarboeien naar de duikboot.
Op donderdag 22 juni vond een onderwaterrobot brokstukken in de buurt van de Titanic, die restanten van de duikboot bleken te zijn. Hierop werd geconcludeerd dat de duikboot was geïmplodeerd, en alle inzittenden waren omgekomen.